# When I'm with You
When I'm With You is een nummer van de Nederlandse band Loïs Lane uit 2002.
De plaat is een dancepopnummer met een vrolijk geluid. Nadat het album "Hear Me Out" uitloopt op een flop, lijkt het einde van Loïs Lane in zicht. Als de band twee jaar later de single "When I'm With You" uitbrengt, blijkt die wél aan te slaan en levert dat de zusjes Klemann eindelijk weer een hitje op. De single bereikt een bescheiden 39e positie in de Nederlandse Top 40. Alle opbrengsten van de single gaan naar de CliniClowns.